# Centro Cultural Três Poderes
O Centro Cultural Três Poderes (CC3P) é uma unidade administrativa da Secretaria de Estado de Cultura e Economia Criativa do Distrito Federal (SECEC), subordinada à Subsecretaria do Patrimônio Cultural (SUPAC). É responsável pela coordenação das atividades em três instituições – o Museu da Cidade, o Espaço Lúcio Costa e o Panteão da Pátria e da Liberdade Tancredo Neves, do qual a Pira da Pátria e da Liberdade é parte, todos localizados na Praça dos Três Poderes. Além desses espaços, no subsolo da praça existe a Casa de Chá, vinculada à Secretaria de Turismo, que funciona com um Centro de Atendimento ao Turismo.
O Museu da Cidade e o Espaço Lúcio Costa estão voltados para a história da capital do país, a interiorização e sua construção, enquanto o Panteão da Pátria é um espaço dedicado a homenagem daqueles considerados heróis e heroínas da nação pelos seus feitos. Os espaços possuem entrada gratuita e plataforma de acessibilidade para cadeirantes e maquete tátil para deficientes visuais. Funcionam de terça a domingo das 9h até 18h, inclusive em feriados. 
O CC3P também participa do Projeto Territórios Culturais, feito em parceria com a Secretaria de Estado de Educação que promove a visitação guiada de estudantes e o acolhimento da comunidade escolar com vistas à educação patrimonial.

## Espaços administrados

### Museu da Cidade

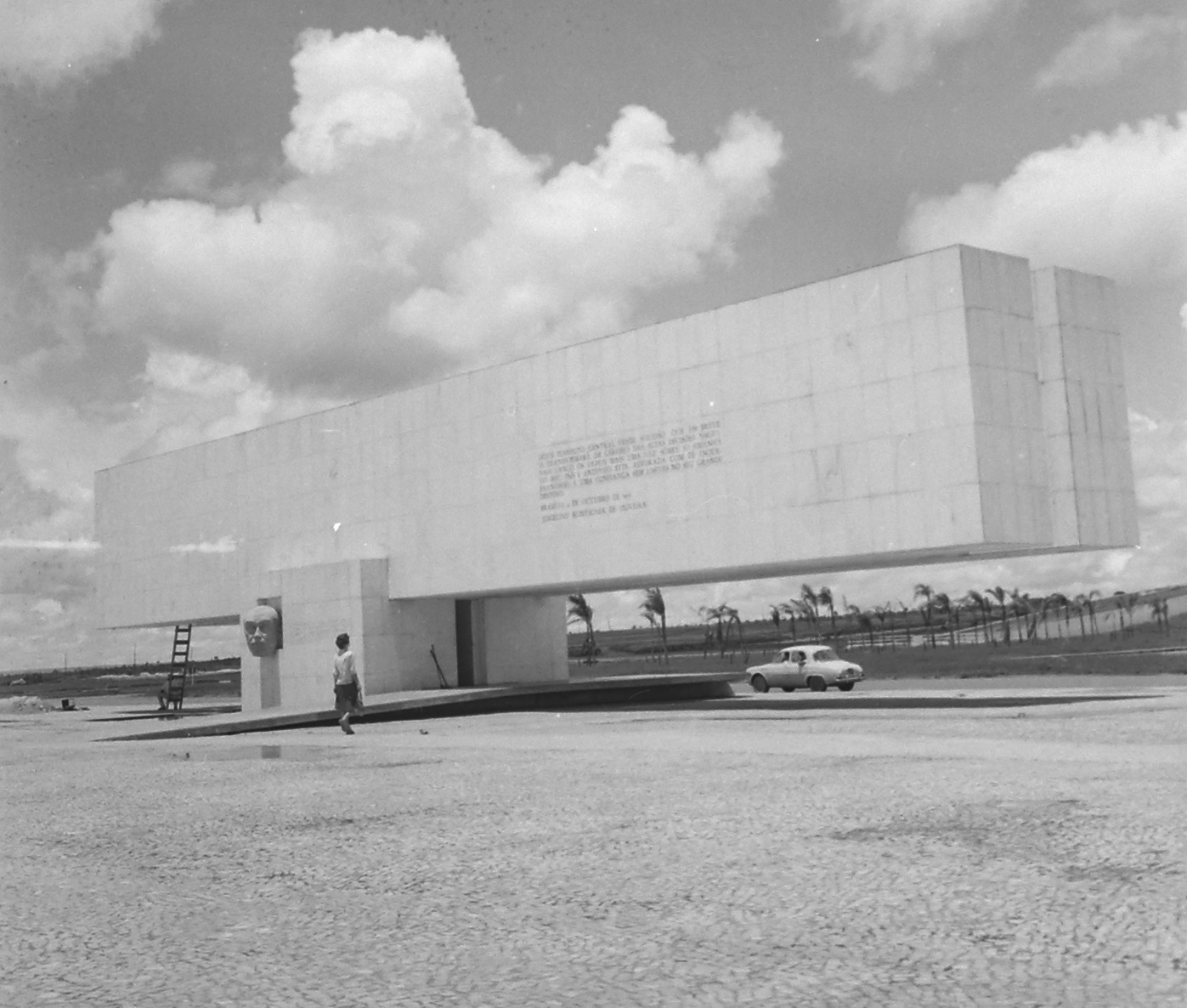
O Museu da Cidade, inaugurado junto com Brasília, é o espaço mais antigo do CC3P.

Também chamado Museu Histórico de Brasília, foi o primeiro museu da cidade, e conta a história da construção da capital, tendo sendo inaugurado junto com ela em 21 de abril de 1960. Projetado por Oscar Niemeyer, o museu é composto por 16 textos grafados nas sua paredes internas. Foi tombado pelo governo do Distrito Federal em 28 de abril de 1982 e pelo Instituto do Patrimônio Histórico e Artístico Nacional (IPHAN) em 06 de dezembro de 2007.

### Espaço Lúcio Costa
Um museu subterrâneo na Praça dos Três Poderes idealizado por Oscar Niemeyer para homenagear o arquiteto e urbanista responsável pelo projeto urbanístico da capital, Lúcio Costa. Foi inaugurado em 27 de fevereiro de 1992, no aniversário de 90 anos do arquiteto. Dentro dele fica uma maquete de Brasília e cópias dos croquis e do Relatório do Plano Piloto, apresentados pelo arquiteto para a comissão do Concurso Nacional do Plano Piloto da Nova Capital do Brasil.

### Panteão da Pátria e da Liberdade Tancredo Neves
É um memorial cívico fúnebre para homenagear pessoas brasileiras que engrandeceram a nação, cujos nomes que ficam registrados no Livro de Aço. Apesar do nome, o Panteão não se trata de um mausoléu, não tendo nele túmulos ou restos mortais. Em especial, o espaço homenageia as figuras de Tiradentes e Tancredo Neves, peças fundamentais na defesa da democracia e liberdade brasileira. Também foi projetado por Oscar Niemeyer, e seu formato lembra uma pomba. Foi inaugurado em 7 de setembro de 1986. Como outras obras de Niemeyer em Brasília, o Panteão da Pátria é tombado pelo Instituto do Patrimônio Histórico e Artístico Nacional (IPHAN).
- O Museu da Cidade, a frente, e o Panteão da Pátria, ao fundo.
- Exterior do Museu Histórico de Brasília ou Museu da Cidade.
- Prédio do Panteão da Pátria, coordenado pelo CC3P.
- O Espaço Lúcio Costa fica enterrado na Praça.
- Interior do Museu da Cidade.